# Bodo (motorfiets)
Bodo is een Duits historisch motorfietsmerk.
De bedrijfsnaam was: Fritz Kindermann Motorradbau, Thale im Harz.
Fritz Kindermann begon in 1924 met de productie van motorfietsen, waarin eigen motorblokken maar ook 147cc-DKW-inbouwmotoren gemonteerd werden. Men kon ook kiezen voor een Britse Villiers-motor.
Het moment was echter slecht gekozen, want de Duitse "motorboom", die in 1923 was begonnen, had een enorm aantal (honderden) nieuwe, kleine motorfietsmerken opgeleverd. De concurrentie was groot en men was afhankelijk van klanten in de eigen regio, want een dealernetwerk opbouwen was onmogelijk. In 1925 moesten hierdoor, maar ook door de enorme inflatie, meer dan 150 van deze kleine producenten alweer stoppen. Dat gold ook voor Bodo, dat toen nog maar een paar maanden bestond.